# Radomerje
Radomerje je naselje u slovenskoj Općini Ljutomeru. Radomerje se nalazi u pokrajini Štajerskoj i statističkoj regiji Pomurju. 

## Stanovništvo
Prema popisu stanovništva iz 2002. godine naselje je imalo 185 stanovnika.